# Christof Wöll
Christof Wöll (* 6. April 1959 in Kassel) ist ein deutscher Physiker und Physikochemiker.
Wöll studierte Physik an der Universität Göttingen (Diplom 1984) und wurde dort 1987 bei Jan Peter Toennies am Max-Planck-Institut für Strömungsforschung promoviert. Als Post-Doktorand war er bis 1989 an den  IBM-Forschungslaboratorien in San José bei Shirley Chiang und danach Assistent am Lehrstuhl für Angewandte Physikalische Chemie der Universität Heidelberg bei Michael Grunze. 1992 habilitierte er sich. 1994 bis 1996 war er Heisenberg-Stipendiat der Deutschen Forschungsgemeinschaft. Nach der Habilitation 1997 wurde er Professor für Physikalische Chemie an der Ruhr-Universität Bochum (Nachfolge Hans-Joachim Freund) und gründete 2000 den Sonderforschungsbereich SFB 558 (Metall-Substrat Wechselwirkungen in der Heterogenen Katalyse). 2009 wurde er Professor und Direktor des Instituts für Funktionelle Grenzflächen am Karlsruher Institut für Technologie (KIT).
2001 war er Gastprofessor an der University of Illinois at Urbana-Champaign und 2006 an der Universität Nagoya.
Wöll befasst sich mit Physik und Chemie von Oberflächen. Unter anderem forscht er zu organischen und oxidischen Oberflächen, heterogener Katalyse, Photokatalyse, oberflächenverankerten metallischen organischen Gerüstverbindungen (Surface Mounted Metal-Organic Frameworks, MOFs) mit Methoden der supramolekularen Chemie und Weiterentwicklung von Techniken zur Charakterisierung von Absorbaten auf Metall- und Oxidoberflächen.
2013 wurde er Mitglied der Leopoldina. 2016 wurde er Sprecher des Fachverbands Oberflächenphysik der Deutschen Physikalischen Gesellschaft. 2016 erhielt er den van't Hoff Preis der Deutschen Bunsen-Gesellschaft für Physikalische Chemie. 1988 erhielt er die Otto-Hahn-Medaille der Max-Planck-Gesellschaft.
2019 wurde ihm von der University of Southern Denmark, Dänemark, die Ehrendoktorwürde verliehen.